# Apiloscatopse bifilata
Apiloscatopse bifilata is een muggensoort uit de familie van de Scatopsidae. De wetenschappelijke naam van de soort is voor het eerst geldig gepubliceerd in 1856 door Haliday in Walker.